# Gnophos distinctior
Gnophos distinctior là một loài bướm đêm trong họ Geometridae.